# Inside of emotionalism
『Inside of emotionalism』（インサイド・オブ・エモーショナリズム）は、1989年10月10日にGLAYが配布したデモテープである。

## 概要
- メンバーが高校三年生の時に製作された、GLAY初のデモテープである。函館市のライブハウス「あうん堂」でのイベント「ROCK SHOCK GIG vol.1」で50本限定で配布された。
- 1990年にテレビ番組「三宅裕司のいかすバンド天国」に出場し、「無限のdejavu」を演奏したが、最後のほうでワイプ（途中で演奏終了）となり、審査員の評価も低かった。この曲はメジャー後に、ライブビデオのタイトルとなり、TAKUROが著書「胸懐」で、あの時のリベンジであったとも語っている。アルバム収録の「無限のdejavuから」はまったく別の曲だが、当時の思いが歌詞から読み取れる。
- 2009年4月17日には『HISASHI Produce Live 2009 THE GREAT VACATION-extra- RESONANCEVol.2』で「無限のdejavu」が披露され、2010年に発売されたFC限定ライブDVD『The Great Vacation EXTRA』にも収録された。
- 「うたばん」のお宝鑑定コーナーでGLAYが持参し、150万円(歌詞カードなしで50万)の値がつけられた。(2009年6月放送)
- 函館時代に制作されたデモテープのジャケットは、プリントゴッコで刷られている（TAKUROがインタビューでしばしば語っている）。画質が荒いものは、後にコピーされたものであるが、メンバーからファンや友人にコピーしたものを含めると、本物かニセモノかを区別するのは難しい。

## 収録曲
1. Unvisualism-反視覚主義-
2. ONE AND ONLY
3. 無限のdejavu
4. Collage for imaginable(Inst)